# فولاند

فولاند (واقفاً بالأسود) في لوحة للرسام بوغربينسكي تظهر ميخائيل بولغاكوف معه وبيلاطس البنطي.

فولاند (بالألمانية: Woland)‏ شخصية خيالية في رواية المعلم ومارغريتا للكاتب الروسي ميخائيل بولغاكوف. فولاند اسم ألماني للشيطان، وفي المعلم ومارغريتا فإن فولاند هو الشيطان الذي يزور موسكو ليتعرف أهلها عن كثب، ويقلب أحوالها، ثم يعيد رواية المعلم، ويقوده مع مارغريتا إلى حيث الطمأنينة. كما أن فولاند هو صاحب واحدة من أشهر مقولات الرواية: «الكتب لا تحترق». وهو ممثل القوة التي تقتص من الجناة والمجرمين، ومنفذ الإرادة الإلهية.

## ظهور فولاند
يظهر فولاند في الفصل الأول من الرواية (لا تحدثوا الغرباء أبداً)، على أنه بروفيسور أجنبي – ألماني – ويناقش الأديب برليوز رئيس رابطة الماسوليت الأدبية والشاعر إيفان بزدومني حول وجود المسيح والشيطان. يتنبأ فولاند لبرليوز بأنه سيموت في ذات اليوم، وأن امرأة ستقطع رأسه، كما يتنبأ لبزدومني بأنه سيُشخص مصاباً بالشيزوفرينيا.

تريستان كنتون في دور فولاند

يحكي فولاند للأديبين قصة مواجهة بيلاطس البنطي ويشوع الغناصري، وينبئهما بأن الأحداث وقعت كما رواها في العاشرة صباحاً، كما يطلب منهما كتمان سر حضوره الخفي للواقعة، فيظن به الأديبان الجنون، ويسرع برليوز لإبلاغ السلطات عن وجود أجنبي مجنون، لكنه يتعثر بالزيت الذي سكبته أنوشكا على الرصيف، ويدهسه ترام تقوده امرأة فيفصل رأسه عن جسده.
ينضم كرفيوف وبهيموث إلى فولاند أمام ناظري إيفان بزدومني الذي يحاول مطاردتهم، وتنتهي مطاردته لهم بفقدانه التام لآثارهم، ثم بمشهد في بيت غريباييدف ينقل على إثره إلى مصح الدكتور سترافنسكي حيث يُشخص مصاباً بالشيزوفرينيا.
يظهر فولاند من جديد في شقة برليوز، الشقة رقم خمسين في تعاونية بشارع السادوفايا، وهي شقة يتقاسمها برليوز مع مدير مسرح المنوعات (الفاريتة) ستيبا ليخدييف، ويقابل ليخدييف لينبئه باسمه الذي لم يكشف عنه من قبل لبرليوز وبزدومني، كما يذكره بعقد مفترض بينهما وقعاه في الليلة الفائتة؛ يقضي بأن يقوم فولاند بإحياء سبع حفلات عن السحر الأسود وفضحه في المسرح مقابل خمسة وثلاثين ألف روبل، استلم منها عشرة آلاف مقدماً. ورغم أن ليخدييف لا يذكر شيئاً عن فولاند أو العقد، إلا أن المدير المالي لمسرح المنوعات يؤكد مسألة العقد.
يقوم عزازيلو، تابع فولاند الثالث، بإرسال ليخدييف إلى يالطا، ويتولى كرفيوف الذي يقدم نفسه باعتباره مترجمه أمر إقامته في شقة ليخدييف وبرليوز خلال فترة إقامته في موسكو مع رئيس التعاونية، وبعدها يطلب فولاند من كرفيوف التخلص من رئيس التعاونية لأنه لا يعجبه، ولأنه يشعر أنه محتال، فيشي به كرفيوف للشرطة، ويعتقل على أنه تاجر عملات.

## السحر الأسود وفضحه
يقيم فولاند حفلة السحر الأسود وفضحه ليشاهد جموع أهل موسكو، ويتأمل أحوالهم. فيستحضر مقعداً في وسط المسرح، ويجلس عليه ليشاهد الجمهور بينما يقوم أفراد حاشيته كرفيوف وبيهموث وهيلا بإقامة حفل مروع للسحر الأسود، يسبب بلبلة كبيرة في العاصمة.
بعد الحفل، ينسحب فولاند وحاشيته عائدين إلى الشقة رقم خمسين، تاركين مسرح المنوعات في حالة هرج شديدة استدعت تدخل الشرطة، ثم يواصل أفراد الحاشية إيذاء مسئولي مسرح المنوعات، والإدارات والهيئات المالية والإدارية المتصلة به، كما يسببون عجائب كثيرة في ليل موسكو.
في حفلة السحر الأسود وفضحه، يقوم كرفيوف تابع فولاند بتوزيع المال على النظارة، لكن هذا المال يتحول فيما بعد إلى نوع من الورق الذي تغلف به القناني، فيقرر عامل مقصف المسرح زيارة فولاند والشكوى إليه من أن المال الذي قُدم إليه تلك الليلة كان مزور، ويدور بينه وبين فولاند وأتباعه حوار يروعه، ويتعبه.

## المعلم ومارغريتا
في حفلته الكبرى التي دعا إليها مارغريتا، يأمر فولاند الذي يتجول مرتدياً مبذله بقتل البارون مايغل، المسئول عن تعريف السياح الأجانب بموسكو، وذلك لأسباب تتعلق بخيانات مايغل ووشاياته. ثم يرتدي زي الحفلة، ويأمر بجلب رأس برليوز إليه فيخاطبه، ويحول جمجمته إلى كأس يشرب منه الدم، ويسقيه لمارغريتا.
بعد الحفل، يسأل فولاند مارغريتا عن الرغبة التي تتمنى أن يحققها لها، فتطلب منه استحضار حبيبها المعلم، فيلبي طلبها، ويستحضر المعلم.
يعيد فولاند رواية المعلم إليه، ثم يقتله ومارغريتا ويصطحبهما بعدها إلى حيث ينعمان بالسكينة، بناء على طلب المسيح.

## فولاندوالمسيح
يُعلن فولاند بصراحة أنه حضر شخصياً مواجهة بيلاطس البنطي ويشوع الغناصري، وهذا ما يجعل روايته تختلف عن رواية الإنجيل للواقعة، غير أنه لا يحدد مكانه من الحدث بالضبط، ولا يخبر، هل كان في صف المسيح، أم في صف البنطي.
في الفصل التاسع والعشرين من الرواية (القدر)، يأتي ليفي ماتفي (متى العشار) إلى فولاند مبعوثاً عن المسيح، وتدور بينهما محاورة يسفه فيها فولاند إنكار العشار للشر والظلال، لأن النور لا يكتمل إلا بالظل، والخير لا قيمة له بغير الشر. ثم ينفذ طلب المسيح إليه بأخذ المعلم ومارغريتا إلى السكينة والطمأنينة.

## المظهر الجسدي
وُصف فولاند في الفصل الأول من الرواية (لا تحدثوا الغرباء أبداً) بأنه رجل طويل القامة، لُبست أسنانه من الناحية اليسرى بالبلاتين، ومن اليمنى بالذهب، يرتدي بزة رمادية غالية الثمن، وينتعل حذاء مستورداً بلون البزة. وكان يميل قبعته على أذنه في نزق. ويتأبط عصا سوداء القبضة لها شكل رأس كلب (بودال)، ويدل مظهره على أنه جاوز الأربعين، فمه ملتوٍ –أو هكذا يبدو- حليق، أسود الشعر، أسود العين اليمنى وأخضر العين اليسرى، أسود الحاجبين، غير أن أحد حاجبيه كان أعلى من الآخر.
وفي نفس الفصل نُفيت روايات أخرى مفترضة حول تقارير «مؤسسات مختلفة» عن مظهر فولاند، منها أنه كان عملاقاً له أسنان من البلاتين، ورجله اليسرى عرجاء، وأخرى تقول أنه كان قصيراً بأسنان ذهبية، ورجله اليمنى عرجاء. وثالثة ترى أنه بلا علامات فارقة. وجميع هذه الآراء يقصد بها بولغاكوف تقديم الانطباعات المختلفة عن مظهر فولاند.
في حفلته الكبرى، يتجول فولاند في كل مكان مرتدياً مبذله، وحاملاً حربته، إلى أن يقتل تابعاه عزازيلو وأبادونا البارون مايغل، فيرتدي بزة جديدة، ويختتم الحفل.
عند مغادرته موسكو، يصبح لفولاند مظهر مختلف، فيرتدي السواد الكامل، ويكتسب مظهره صرامة شديدة، وتغييراً كبيراً، كما يستبدل حربته بسيف عريض النصل، يجلس متكئاً عليه، ويستخدمه في نفس الوقت كساعة شمسية، خلال مقابلته لليفي ماتفي.

## تأثرات الشخصية
تأثر بولغاكوف بفاوست غوته، وانسحب هذا التأثير على العديد من شخصياته، ومن ضمنها فولاند الذي تتأثر شخصيته بعض التأثر بشخصية مفستوفيليس، ويبدأ هذا التأثر من العبارة التي تفتح الرواية، وهي اقتباس من مفستوفيليس يصف فيه نفسه: «أنا جزء من تلك القوة، القوة التي تريد الشر أبداً، وتعمل الخير أبداً». وهذا وصف دور فولاند في الرواية.
اسم فولاند هو اسم للشيطان بالألمانية، كما أنه يرد في فاوست غوته أيضاً.

## فولاند في الإنتاجات المرئية للرواية
- في فيلم 1972 الإيطالي البولندي المشترك المعلم ومارغريتا ، أدى الممثل الفرنسي ألاين كوني دور فولاند .
- في فيلم 1994 الروسي  أدى الممثل الروسي فالانتين غافت الدور .
- في سلسلة 2005 التلفزيونية ذات الإنتاج الروسي  أدى الممثل الروسي أوليغ باسيلاشفيلي الدور .
- في مسرحية 1983 الروسية، أدى الممثل تريستان كينتون الدور .